# ハリー・パークス
サー・ハリー・スミス・パークス（英語: Sir Harry Smith Parkes, GCMG, KCB 1828年2月24日 - 1885年3月22日）は、英国の外交官。幕末から明治初期にかけ18年間駐日英国公使を務めた。

## 略歴

### 来日まで
イングランド、ウェスト・ミッドランズのブロックスウィッチで鉄工場主の長男として生まれる。父方の祖父は牧師、母方の祖父は郵便局長兼文具商。4歳で母を病気で、5歳で父を事故で亡くし、バーミンガムに住む退役海軍将校の叔父に二人の姉とともに引き取られ、寄宿学校に通っていたが9歳でその叔父も亡くす。10歳からキング・エドワード・グラマースクールで学ぶ。カール・ギュツラフに嫁いだ従妹とともに中国で暮らしていた姉たちを頼って、13歳の1841年に清（中国）のマカオに赴き、中国語の勉強をするかたわら、翌年より英国全権ヘンリー・ポティンジャー（のちの初代香港総督）の秘書で通訳のジョン・モリソンのもとで働きはじめる。1840年に勃発したアヘン戦争を目撃、1842年のコーンウォリス号上での南京条約調印にも立ち会った。
1843年、15歳で広東のイギリス領事館に採用され、翌1844年、廈門の領事館通訳となった（この頃から領事ラザフォード・オールコックのもとで仕事をするようになった）。1854年、廈門領事に就任。1855年、全権委員として英・シャム条約締結。1856年、広東領事としてアロー号事件に介入。1860年9月、英仏連合軍の北京侵攻にあたり全権大使エルギン伯の補佐官兼通訳を務めたが、交渉中に清軍に拉致され翌10月まで北京で投獄された。
長く中国で暮らして中国語に通じていたのが幸いし、日本公使に転任していたオールコックに認められて、1864年には上海領事となった。

### 駐日英国公使
1865年（慶応元年）、前年の四国艦隊下関砲撃事件に際して、オールコックは下関攻撃に対する主導的な役割を果たしたが、日本との全面戦争につながりかねないその行動は英国政府の意に沿うものではなく、オールコックは公使を解任された。パークスは、オールコックの後任公使に任命され、横浜に到着した。
幕府との交渉を開始するが、当時は将軍など幕閣の大半が第一次長州征討で江戸を留守にしていたため、パークスは仏・蘭とともに連合艦隊（米国は代理公使のみの派遣）を兵庫沖に派遣し、威圧的に幕府・朝廷と交渉。その結果、孝明天皇は条約勅許と関税率の改正は認めたが、兵庫開港は認めなかった（兵庫開港要求事件）。
家族を迎えるために上海に向かう途上、下関で長州藩の高杉晋作・伊藤博文と会談した。
1866年（慶応2年）、米仏蘭とともに幕府と改税約書に調印。グラバーの仲介でイギリス海軍提督のジョージ・キング（東洋艦隊司令官）、ヴィンセント・アプリン大尉、首席補佐官兼会計官ウィリアム・ウィリス、通訳官のジョン・F・ラウダー及びアレキサンダー・シーボルトらが、仲介者のグラバーとともに、軍艦プリンセス・ローヤル、サーペント、サラミスを率いて1866年7月25日（慶応2年6月14日）に長崎を出航し、1866年7月27日（慶応2年6月16日）に鹿児島を訪問した。1866年8月1日（慶應2年6月21日）に鹿児島を後にするまでの間に、薩摩藩主・島津茂久（島津忠義）、その父・島津久光のほかに西郷隆盛・家老の新納久脩と会談した。1866年7月29日（慶応2年6月18日）に軍艦プリンセス・ローヤルの艦上で行われた西郷・新納との会談（寺島宗則が通訳として帯同）で、西郷は四国艦隊の兵庫沖進出の際に兵庫開港問題で幕府のとった欺瞞策を諸外国は追及すべきと主張したが、パークスは当初内政不干渉を理由にこれには応じようとしなかったが、西郷による日本の情勢とイギリスの利害損得の詳細な説明により、パークスは薩摩藩の考えに納得することとなり薩英関係の修復がなされ、緊密化が図られることとなった。第二次長州征伐勃発直後、フランス公使レオン・ロッシュと共に、下関で長州藩の桂小五郎・伊藤博文らと、小倉で幕府老中小笠原長行と会談し、両者の調停をはかるが失敗した。その後、宇和島藩を訪問し、前藩主・伊達宗城らに会った。年末、公使館を横浜から江戸の泉岳寺前に移転した。
1867年（慶応3年）江戸で米価高騰による米騒動を目撃し、幕府に勧めて外国米の輸入販売を許可する布告を発布させた。箱根に旅行。大坂で徳川慶喜に謁見する。この時、慶喜はまだ勅許を得ていなかったが、期限どおり兵庫を開港することを確約した。パークスは、このときの慶喜の印象を「今まで会った日本人の中で最もすぐれた人物」と語り絶賛した。敦賀視察の後、大坂から海路で江戸に帰った。イギリス海軍教官受け入れ準備のため軍艦奉行・勝海舟と交渉した。軍艦スナップ号（後にバジリスク号）で箱館から日本海を南下し、新潟・佐渡・七尾を視察した後に、長崎を経由し大坂に行った。イカルス号水夫殺害事件、浦上信徒弾圧事件を知り、幕府に対してイカルス号水夫殺害事件の責任を厳しく追及、当初は土佐藩の関与が疑われたため、徳島経由で土佐に赴き、主に後藤象二郎と交渉した。その後、夫人を伴い富士山に登った。
兵庫開港・大坂開市に備え大坂に行った。王政復古の大号令が出されたために京都を離れ、大坂城に入った徳川慶喜に謁見した。

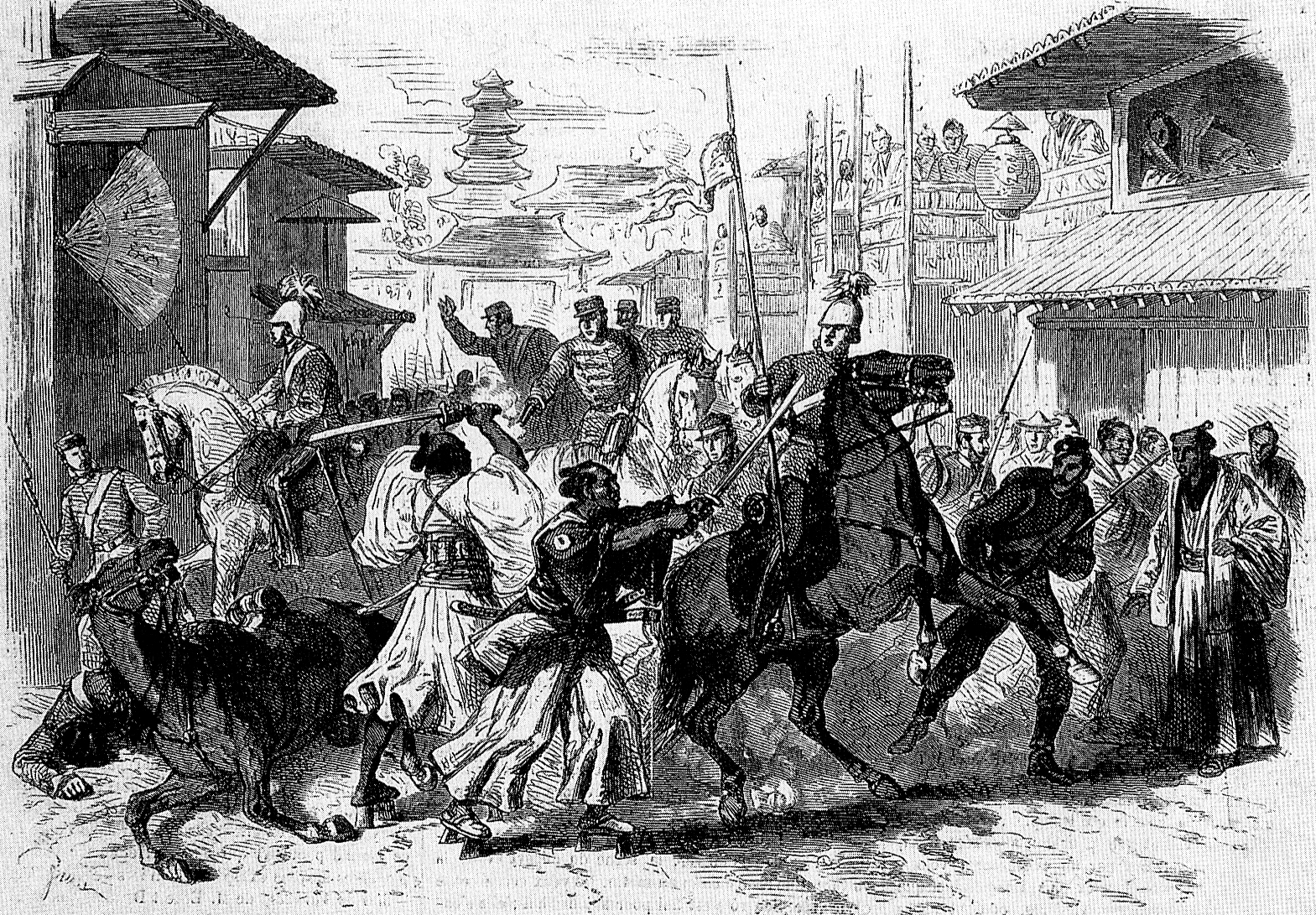
明治天皇との謁見に向かう途中に襲撃されたパークス一行

1868年（慶応4年・明治元年）、鳥羽・伏見の戦いの勃発、幕府軍の敗北、慶喜の大坂城脱出を知った。幕府から各国外交団の保護不可能との通達があったため兵庫へ移動した。神戸事件が勃発、アメリカ海兵隊・フランス水兵とともにイギリス警備隊を率い備前藩兵と交戦した。兵庫に派遣されてきた新政府使節・東久世通禧、伊藤俊介、五代友厚等と会談、新政府の開国和親・条約遵守の方針を確認し、神戸事件についてもほぼ解決に至った。公使団を説得し、戊辰戦争への局外中立を宣言した。
新政府の正当性を宣言するため各国外交団に明治天皇への謁見が許された矢先に堺事件がおきたが、同事件解決後に京都に行き、三条実美・岩倉具視などに会い、天皇にも謁見した。御所に向かう途中に一行は二名の暴漢に襲われた（パークス襲撃事件）。襲撃者は護衛に撃退され、パークスは無事だったが、謁見は3日後に延期された。新政府の東征軍が江戸に接近している頃に横浜へ戻り、横浜の治安維持にあたる一方、慶喜処分案や江戸無血開城に影響を与えた。
大坂で天皇に謁見し新政府への信任状を奉呈、諸外国では最初に新政府を承認した。
1869年（明治2年）、岩倉具視などとの会談でフランス・オランダとともに箱館を拠点とした榎本武揚の軍勢を交戦団体と認めず、アメリカ・イタリア・プロイセンと対立した。岩倉と横浜駐留の英仏軍隊撤退問題など外交・内政について話し合った。
1871年（明治4年）、岩倉具視らと会見し、薩摩藩など諸藩の政府への不満の増大やそれに対処するための御親兵設置・廃藩置県について話し合った。横浜駐留イギリス軍の大幅削減を本国に提案し採用された。賜暇のためにアメリカ経由で帰国、アダムズが代理公使となった。賜暇休暇中にイギリス本国で対日外交について政府に意見具申した。主な内容は、
1. 岩倉使節団訪英にあたって日本に帰任しようとしていたアストンを通訳として確保すること。
2. 日本の皇室用馬車を寄贈すべきこと。
3. 横浜駐留のイギリス軍隊の撤退時期について。
4. 廃藩置県についての意見。
5. 東京麹町に恒久的なイギリス公使館を設置すべきこと。
6. 公使館員・領事館員の待遇改善について。
7. 日清修好条規について。

などである。
1872年、訪英中の大使・岩倉具視、駐英公使・寺島宗則と会見し条約改正問題について話し合った。
日本人留学生の教育や日本海軍の育成に関して尽力した。外相グランヴィル伯と岩倉・寺島の条約改正予備交渉に同席、日本でのキリスト教自由化・外国人の内地旅行自由化・治外法権撤廃・横浜駐屯イギリス軍撤退・下関戦争償金などについて協議した。
1873年（明治6年）、日本に帰任した。
明治維新後は、日本に対して西洋文明の導入を推進するなど、日本の近代化と日英交流に貢献し、日本アジア協会の会長を務めている。ただし、条約改正問題では外務卿・寺島宗則と対立した。

### その後
1883年（明治16年）7月、滞日18年目にして清国公使となり離日。1884年からは駐韓公使を兼ねた。1885年、任地の北京においてマラリアのため、57歳で没した。

## 人物
- 在職期間18年は、歴代の駐日英国公使・大使の中では最長である。これに続くのはクロード・マクドナルドの12年。ただし、通算しての日本滞在期間は、アーネスト・サトウの25年がある。
- フランスの駐日公使・ロッシュが、ときには本国の意向を無視して将軍権力の絶対主義路線を支援し自国の政治的有利を確立しようとしたのに対して、パークスは表面上は中立を保ちながらも、アーネスト・サトウの助言もあり薩摩藩・長州藩と接近し、高杉晋作と会談したり、鹿児島や土佐を訪問するなどして幕府以外からの情報収集に務めた。結果、倒幕・明治新政府樹立の政治路線に影響を与えることとなった。こうしたイギリスの外交政策の背景として、薩英戦争・四国艦隊下関砲撃事件後の幕府に対する認識の変化がある。従来幕府は開国政策の進まない理由として、薩摩・長州などの攘夷藩の存在をあげてきたが、薩英戦争・四国艦隊下関砲撃事件を通じてイギリスは両藩がむしろ外国との通商を強く望んでいることを知り、幕府に対する不信感を募らせるようになってきていたのである。但し、徳川慶喜に対しては、高く評価していた。
- 英国公使館の書記官であったアルジャーノン・ミットフォードによれば、「パークスとロッシュはお互いに憎みあい、二人の女のように嫉妬しあっていた」そうである。
- パークスは、公使館員に対し公使館の実務を午前中で終え、午後は日本を研究するように推奨していた。このような環境の中で、サトウやウィリアム・ジョージ・アストンのような、日本学者が生まれた。またミットフォードも赤穂浪士を欧州に紹介している。
- 開港地調査で地方視察の際には、遊女遊びを所望し、ミットフォードやサトウらを連れ、遊郭で総揚げ（芸者を全部一座に呼んで遊興すること）に興じた[4]。
- 1869年に『日本紙調査報告』[リンク切れ]を作成、本国に報告している。パークスおよび公使館員が調査したもので、412種類の和紙が収集された。このコレクションは現在ヴィクトリア&アルバート博物館やキューガーデンに保管されている。このパークスの報告書は、生産地、価格、製造方法や用途などが詳細に記載されている点で貴重である。このコレクションは1994年に「海を渡った江戸の和紙」展で里帰りした[5]。
- 外交官としては有能であったが、癇癪持ちで交渉相手からは必ずしも好まれていなかった。また部下であったサトウやミットフォードも、性格には問題があったとしている。

- 1866年12月31日（慶応2年11月25日）、パークスが江戸の郊外の品川を騎馬で通行中、人吉藩士岩奥八右衛門が道の真ん中に立ちはだかり、刀を少し抜いていて恫喝してきた。パークスと英国人護衛の特務曹長がこれを拘束。英国公使館に連行して捕虜とした。

## 家族
- 妻ファニー・ハンナ(Fanny Hanna, 1831-1879[7]) - 1856年結婚。控訴院 (イングランド・ウェールズ)記録長官（高等法院 (イングランド・ウェールズ)の初代副長官）トーマス・プラマーの孫娘[1]。
- 長女マリオン(Marion, 1860-1949[8]) - ジャーディン・マセソンの大班となったジェームズ・ジョンストン・ケズウィックと1884年に結婚[9]。
- 次女メイベル（Mabel, 1864-1890[10]） - イギリス海軍武官エガートン・ルベットと結婚したが、落馬により26歳で死亡。
- 三女フランセス（Frances, 1866-1966[11][12]） - ジャーデン・マセソン初代日本支店長ウィリアム・ケズウィック（姉マリオンの夫の兄）の孫チャールズ・ディクソンと結婚。夫の死後はクアランプールのステーションホテルで余生を送った[12]。
- 長男ダクラス（Douglas Gordon, 1868-1894） - マレーシアで公職に就いたが26歳でペナンで病死[13]。
- 四女リリアン(Lillian, 1872-1946[14])

## 演じた人物
- セイン・カミュ - 『西郷どん』（2018年、NHK）
- イアン・ムーア - 『青天を衝け』（2021年、NHK）